# Strojtanica
Strojtanica (cyr. Стројтаница) – wieś w Czarnogórze, w gminie Bijelo Polje. W 2011 roku liczyła 278 mieszkańców.